# Geleenbeek
El Geleenbeek (originalmente llamado (de) Geleen) es un arroyo en el sur de la provincia holandesa de Limburgo; Países Bajos que forma parte de la cuenca del río Mosa. La corriente parcialmente canalizada se origina en Benzenrade y desemboca en Maas en Stevensweert con el nombre de Oude Maas. La localidad de Geleen debe su nombre (originalmente "Op-geleen", ahora Oud-Geleen) a su ubicación cerca del río, que formaba el límite oriental del municipio.
El arroyo, cuyo nombre latino Glana significa "arroyo brillante", se canalizó en la década de 1950. La construcción de la línea ferroviaria de Heerlen a Sittard y la autopista A76 ha cambiado significativamente el antiguo paisaje en el valle de Geleenbeek. El valle del arroyo con numerosos arroyos laterales (en total 226 hectáreas) ha sido designado como área Natura 2000 y está ubicado en gran parte en el Paisaje Nacional de Limburgo del Sur.

## Fuente y zona de captación
El Geleenbeek tiene su nacimiento a 120 metros NAP en Benzenrade cerca de Heerlen. Esta fuente se encuentra en los sótanos del Benzenraderhof, una granja ya mencionada en archivos del siglo XIII, que se levanta sobre cimientos romanos. El área de captación de Geleenbeek comprende aproximadamente 170 kilómetros de curso de agua, lo que la convierte en el área de captación más grande dentro de la cuenca del Roer en Overmaas. El área de captación contiene 143 kilómetros de arroyos con una función ecológica general. El Geleenbeek pasa en parte por Heuvelland y en parte por la zona altamente urbanizada de Heerlen, Geleen y Sittard. A través del centro de Sittard, el arroyo se ramifica en el Keutelbeek, que sigue el arroyo principal original, y el Molenbeek, una rama excavada que atraviesa el centro de la ciudad. Después de Sittard, el Geleenbeek abandona el paisaje fuertemente montañoso del sur de Limburgo para continuar su curso a través de Susteren a través del paisaje cada vez más plano del norte. A través de una alcantarilla fluye por debajo de la autopista A2 y el Canal Juliana en Echt. A partir de allí se llama Oude Maas. El arroyo solía fluir a través de un antiguo Maastak como un antiguo Maas al oeste de "Eiland in de Maas" para desembocar en el Maas al norte de la aldea de Brand cerca de Stevensweert. Actualmente, el arroyo fluye al norte de Ohé en Laak a través de los antiguos estanques de grava hacia el Mosa.
En el siglo XX, la zona de Geleenbeek y Molenbeek fue administrada por la junta de aguas de Geleen- en Molenbeek, que lleva el nombre de estos arroyos. Más tarde, esta junta de agua se fusionó con la junta de agua de Geleen y Vlootbeek y más tarde nuevamente en la junta de agua de Roer y Overmaas.